# Козиково
Козиково (горномар. Йӧрӹнгтӹнг — «устье Юронги») — посёлок в Юринском районе Республики Марий Эл. Административный центр Козиковского сельского поселения.

## География
Находится в юго-западной части республики Марий Эл на левобережье Ветлуги на берегах озера Мелкое на расстоянии приблизительно 50 км на север-северо-запад от районного центра посёлка Юрино.

## История
Посёлок начал строиться в начале 1930-годов. Здесь находился Козиковский лесопункт Юринского лестранхоза, позже Козиковский леспромхоз. В 1974 году в посёлке было 360 хозяйств и 1105 жителей (большей часть русские). В посёлке также находился сплавучасток Козьмодемьянской сплавной конторы. В 1990-е годы все предприятия закрылись.

## Население
Население составляло 584 человека (русские 88 %) в 2002 году, 403 в 2010.